# Mark Yarnell
Mark Yarnell (16. června 1950 Volusia County, Florida, USA – 3. března 2015 Britská Kolumbie, Kanada) byl americký autor a podnikatel v multi-level marketingu.

## Život
Mark Yarnell se narodil ve Volusia County ve státě Florida. Vyrůstal ve Springfieldu v Missouri. Během studia na vysoké škole získal řečnické dovednosti a díky tomu také stipendium na prestižní Drury College. Během čtyř let studia na vysoké škole Mark dvakrát vyhrál národní řečnickou soutěž tzv. Extemporaneous speaking a bylo mu uděleno ocenění „nejlepší řečník", jako jedinému z 31 řečníků.
V roce 1979 navštěvoval seminář a studoval zvládání stresu ve společnosti Menninger Foundation v Topece, v Kansasu. Pracoval jako konzultant pro zvládání stresu ve zdravotnickém a sportovním komplexu Hills. Zde také vydal nahrávku nazvanou „Relaxation, Imagery and Cancer“.
Jeho počátky v multi-level marketingu byly v roce 1986, kdy jak řekl: „12. dubna 1986 jsem měl dva telefonní hovory, které dramaticky změnily můj život. První byl od InterFirst Bank, která mě informovala o tom, že převzala můj Chevrolet z roku 1980. Dlužil jsem již tři měsíční splátky na úvěr a neměl jsem na další. Nebyl jsem si jistý, co chce banka s šestiletým Chevym dělat. Zvlášť, když mu chybělo pár dílů a měl prasklé čelní sklo. Druhý telefonát byl od jednoho člena z církve, který mi řekl, že se za ním zastaví se svým ministrantem, který má něco neuvěřitelného." Ve věku 36 let se zapojil do podnikání se společností přímého prodeje Nu Skin. Jeho příběh připojení se k Nu Skin, vč. stručné historie této společnosti, byla popsána v knize Třetí vlna: nová epocha network marketingu (anglicky WAVE 3: The New Era in Network Marketing).
Podle článku v Networking Times, který je vydáván nezávislou společnosti Gabriel Media Group, Inc., od roku 1986 vybudoval organizaci ve více než 21 zemích s více než 300 000 distributory. Ve své knize Your First Year in Network Marketing napsal: „Jsme tvůrci ambiciozní, nové a ničím neomezené profese, která může podpořit hospodářskou svobodu na celém světě a vytvořit krásnou a hodnotnou budoucnost pro naše vnoučata.“ Tato kniha byla přeložena do několika světových jazyků.
V roce 1998 založil společnost 21st Century Global Network, LLC, která měla umožnit spojení více kompenzačních plánů společností přímého prodeje a umožnit tak distributorům z různých společností přímého prodeje multi-příjem. Na tomto projektu spolupracoval s American Technologies Group, Inc. a Integral Health, Inc. Projekt zastřešoval prodeje výrobků od společností přímého prodeje: Nu Skin, IE Crystas a Oxyfresh.
Mark byl první a doposud jediný člověk z multi-level marketingu, který byl také šéfredaktorem časopisu Success Magazine. Jako šéfredaktor tohoto časopisu byl zmíněn v knize Jak si vybudovat MLM stroj na peníze, od Randyho Gage, v poděkování. a dále pak kapitole „Klíčem k tajemství je systém…", kdy byl citován jeho názor, že stabilní organici v mlm lze vytvořit během 2 až 4 let.
On a Dr. Charles King z Harvardovy univerzity spoluvytvářeli první certifikační kurz network marketingu, který se vyučoval na univerzitách v Illinois, v Chicagu a v Soulu, v letech 1993–2011.
Mark byl mezinárodně oceňovaným odborníkem v přímém prodeji, získal např. cenu od American Dream Award. Od časopisu Upline Magazine získal ocenění Greatest Networker in the World. Byl uveden do Síně slávy network marketingu. V roce 1997 mu bylo uděleno ocenění Leadership Award a Distributor of the Year Award od asociace MLMIA.
Založil a podpořil řadu charitativních organizací. Mimo jiné organizaci The Eagles, která pomáhá v gramotnosti odsouzeným, program School of Sobriety, který byl v Nevadě jediný bezplatný léčebný program pro alkoholiky a závislé. Za svou charitativní činnost získal cenu Nevada Philanthropist, a výroční cenu od The Washington Times.
Mark a jeho manželka Valerie bydleli v horách v Britské Kolumbii, v Kanadě. Zde spolu vydali dvě knihy: How to Become Filthy Stinking Rich Through Network Marketing a The Lotus Code: Timeless Wisdom for Accelerated Prosperity.
Mimo podnikání v multi-level marketingu se Mark Yarnell věnoval čtení a psaní knih, paraglidingu a muškaření.

## Knihy
- How to Become Filthy Stinking Rich Through Network Marketing: Without Alienating Friends and Family (spoluautoři Valerie Bates, Derek Hall, Shelby Hall), 2012, Vydalo Wiley, Počet stran 256, ISBN 978-1118144268
- The Lotus Code: Timeless Wisdom for Accelerated Prosperity (spoluautor Valerie Bates), 2010, Vydavatel Networking Times
- Your Best Year in Network Marketing, 2002, Vydalo Paper Chase Pr., Počet stran 226, ISBN 978-1879706941
- Self-Wealth: Creating Prosperity, Serenity, and Balance in Your Life (spoluautoři Valerie Bates, John Radford, PhD), 2000, Vydalo Paper Chase Pr., Počet stran 192, ISBN 978-1879706743
- Your First Year in Network Marketing, 1998, Vydalo Prima Publishing, Počet stran 304, ISBN 978-0761512196
- Power Speaking, 1995, Vydalo Paper Chase Pr., Počet stran 160, ISBN 978-1879706644
- The Holy Grail of Network Marketing Collection (kniha, CD), 1991, Vydalo VM International
- Power Multi-Level Marketing, 1988 (1. vydání), Vydalo Power House Publications, 1995 (2. vydání), Vydalo, Quantum Leap, ISBN 978-1883599065
- Should You Quit before You’re Fired? (spoluautor Paul Zane Pilzer), 1993, Vydalo, Quantum Leap, Počet stran 64, ISBN 978-1883599003